# Spider-Man: lejos de casa
Spider-Man: lejos de casa (en inglés: Spider-Man: Far from Home) es una película estadounidense de superhéroes de 2019 basada en el personaje de Spider-Man, perteneciente a Marvel Comics, producida por Columbia Pictures y Marvel Studios y distribuida por Sony Pictures Entertainment. Es la secuela de Spider-Man: Homecoming. (2017), la película número 23 en el Universo cinematográfico de Marvel y la última de la Fase 3 y de la «Infinity Saga». La cinta es dirigida por Jon Watts y escrita por Chris McKenna y Erik Sommers, y es protagonizada por Tom Holland como Peter Parker / Spider-Man / Iron Spider, junto a Samuel L. Jackson, Zendaya, Cobie Smulders, Jon Favreau, J. B. Smoove, Jacob Batalon, Martin Starr, Marisa Tomei, y Jake Gyllenhaal. 
En la película, Parker es reclutado por Nick Fury (Jackson) y Mysterio (Gyllenhaal) para enfrentarse a los Elementales mientras él está en un viaje escolar a Europa.
En octubre de 2016 comenzaron las discusiones para una secuela de Spider-Man: Homecoming, con una fecha de estreno para diciembre de 2016. Se confirmó que Holland volvería como el personaje principal en julio de 2017, y en diciembre del mismo año se confirmó que Watts volvería a dirigir la secuela. Holland reveló a través de las redes sociales el título de la película antes del inicio del rodaje, que comenzó en julio de 2018 en Inglaterra, con la filmación tomando lugar en Hertfordshire y Londres. El rodaje concluyó el 17 de octubre de 2018.
Spider-Man: Far From Home se estrenó en Hollywood el 26 de junio de 2019 y se estrenó en los Estados Unidos el 2 de julio, en 3D e IMAX. La película fue revisada positivamente por su humor, efectos visuales y actuaciones (particularmente las de Holland y Gyllenhaal). Ha recaudado más de $1131 mil millones en todo el mundo, convirtiéndose en la primera película de Spider-Man en pasar la marca de mil millones de dólares, la tercera película con mayor recaudación de 2019, la película número 24 más taquillera de todos los tiempos, además de convertirse en la película más taquillera de Sony Pictures. La película es también un homenaje al escritor Stan Lee y al historietista Steve Ditko, cocreadores de Spider-Man, quienes fallecieron en 2018. Una secuela, Spider-Man: No Way Home, estrenó el 17 de diciembre de 2021.

## Sinopsis
Posteriormente a los eventos de Avengers: Endgame, y tras 8 meses de que su mentor Tony Stark derroto al Titán Loco Thanos de 2014 y salvo el universo a costa de su vida, Peter Parker decide pasar unas merecidas vacaciones en Europa junto a sus amigos Ned Leeds y Michelle Jones; pero sus planes al final se ven truncados cuando Nick Fury le encomienda una nueva misión: frenar el ataque de unas criaturas que están causando el caos en el continente.

## Argumento
En Ixtenco, México, Nick Fury (Samuel L. Jackson) y Maria Hill (Cobie Smulders) investigan una extraña tormenta, y luego se encuentran con el Elemental de la Tierra. Un misterioso hombre con superpoderes, llamado Quentin Beck (Jake Gyllenhaal), llega para luchar contra la criatura. En Nueva York, la Escuela Midtown de Ciencia y Tecnología reinicia su año académico para acomodar a los estudiantes que se desintegraron cinco años antes por el chasquido de Thanos y que actualmente se encuentran entre los resucitados ocho meses antes gracias a los Vengadores. La escuela organiza un viaje de verano de dos semanas a Europa, donde Peter Parker (Tom Holland), todavía angustiado por la muerte de su mentor Tony Stark (quien ahora es venerado como un héroe mundial), planea confesar sus sentimientos crecientes hacia su compañera de clase MJ (Zendaya), así como evitar los actos heroicos. En una recaudación de fondos para personas sin hogar, coordinada por su tía May Parker (Marisa Tomei), Happy Hogan (Jon Favreau) le advierte a Parker que Nick Fury lo llamará, ya que puede que tenga una misión para él, pero este último decide ignorar la llamada. Parker, después de ser abrumado por preguntas sobre Stark y los Vengadores por los medios de comunicación, se va.
En Venecia, durante el viaje, Parker y sus amigos se encuentran entre los atacados por el Elemental del Agua, que procede a causar estragos en la ciudad. Beck llega y destruye a la criatura, mientras que Parker intenta ayudar. Fury se encuentra con Parker y le da las gafas de Stark, que están destinadas a él como su sucesor. Las gafas están equipadas con la inteligencia artificial E.D.I.T.H. (Dawn Michelle King), que tiene acceso a todas las bases de datos de Industrias Stark y controla un gran suministro de armas orbitales. Parker se encuentra con Beck, quien afirma venir de una realidad diferente, la Tierra 833, una entre muchas en el Multiverso, y que los Elementales mataron a su familia y destruyeron su mundo. Beck afirma que estas criaturas se han manifestado en las mismas coordenadas que en su Tierra, por lo que prevé que el Elemental del Fuego atacará en Praga. Al ser este el Elemental más poderoso, Fury requiere la ayuda de Parker, pero éste rechaza el llamado a las armas, sabiendo que, tras los sucesos en Washington, todos sus compañeros de clase deducirán que él es Spider-Man. Parker regresa al hotel y se prepara para viajar a París, donde planea darle un regalo a MJ, pero Fury redirige de manera encubierta el itinerario del viaje escolar a Praga.
En una parada en el camino a Praga, una agente de Fury le entrega a Peter un traje negro de sigilo para que nadie lo reconozca como Spider-Man (Ned (Jacob Batalon) lo bautiza como el Mono Nocturno). Brad Davis (Remy Hii), el compañero de clase de Parker y su rival romántico, descubre a Parker junto a la agente mientras éste se desviste para probarse el traje y procede a tomarle una foto, para luego mostrársela a MJ. Luego, Parker prueba por primera vez la inteligencia E.D.I.T.H., con el objetivo de evitar que Brad le muestre la foto a MJ, pero accidentalmente envía un dron armado de uno de los satélites de Industrias Stark para acabar con su compañero y rival. Sin embargo, finalmente logra detener al dron mientras distrae a todos sus compañeros y luego finalmente hace otro intento con las gafas y logra borrar la imagen del celular de Brad.
El Elemental del Fuego aparece en un carnaval en Praga, pero Beck, con la ayuda de Parker, lo destruye. Fury y Hill invitan a Peter y Beck a Berlín para discutir lo sucedido. Parker considera que Beck es digno de ser el nuevo sucesor de Stark y le lega las gafas E.D.I.T.H. Sin embargo, sin que él lo sepa, se revela que Beck es un fraude, ya que no solo no proviene de una tierra alterna, sino que es un ex especialista en ilusiones holográficas de Industrias Stark que fue despedido por su naturaleza inestable y que ahora lidera a un equipo de ex empleados de Stark, utilizando drones de proyección avanzada creados por William Ginter Riva (Peter Billingsley) para simular los ataques de los Elementales. El objetivo de Beck no solo era hacerse pasar por héroe para conseguir fama y dinero, sino que su principal meta era apoderarse de E.D.I.T.H.
Poco después, MJ deduce que Parker es Spider-Man y juntos descubren que una pieza de escombros que recuperaron durante la batalla del carnaval es un proyector holográfico que presenta una simulación del Elemental del Aire, lo que lleva a los dos a darse cuenta de que Beck es un fraude. Cuando se prepara para otra ilusión, Beck descubre mediante E.D.I.T.H. que MJ tomó evidencia de su engaño. Parker viaja a Berlín y se encuentra con Fury, solo para darse cuenta de que la versión que tiene ante sí es una ilusión creada por Beck. Peter lucha contra múltiples ilusiones de Beck pero es atropellado por un tren debido al engaño de Beck. Parker sobrevive, resultando gravemente herido y luego cae inconsciente en un vagón de tren. Al despertar en una celda de una prisión en los Países Bajos, escapa y contacta a Hogan, quien lleva a Parker a Londres y le revela una máquina de fabricación de trajes dejada por Stark, que Parker usa para sintetizar un traje personalizado. Luego, Happy contacta a Fury y, mediante un mensaje en clave, le advierte que Mysterio es un fraude.
En Londres, Beck desata el ataque de un nuevo Elemental, el Elemental del Aire, buscando matar a MJ y a cualquier otro a quien ella le haya revelado su secreto, así como también a Fury y Maria Hill. Parker llega al puente de Londres, rompe la ilusión e intenta llegar a Beck, pero éste ataca a Parker con los drones que lo dejan malherido con su nuevo traje sucio, roto y sin telarañas. Los drones protegen el puente, pero Parker destruye todos los drones con una bomba (que venía dentro de uno de los drones) y llega a Beck, quien lo ataca con los últimos drones que tiene y crea una ilusión para matarlo, pero Parker usa su sentido arácnido y logra destruir a los últimos drones que dejan lastimado a Beck, quien se da el tiempo para hacer una ilusión de sí mismo para intentar matarlo con una pistola, pero Peter voltea la pistola y la bala perdida rebota y llega al tórax de Beck dejándolo desangrado. Parker toma él control de E.D.I.T.H y ejecuta a todos los drones, Beck muere al instante, pero William se escapa con los archivos y grabaciones de los drones, mientras que Parker regresa a la ciudad de Nueva York y comienza una relación con MJ.
En una escena a mitad de los créditos, Parker decide llevar a MJ a dar un paseo usando sus telarañas para columpiarse por toda la ciudad, pero después de dejarla en una avenida el reportero J. Jonah Jameson (J. K. Simmons) del DailyBugle.net aparece en una pantalla gigante y culpa a Spider-Man por los ataques de los Elementales, transmitiendo imágenes documentadas del incidente, filmadas y grabadas por Beck, en las que incrimina a Spider-Man por su "muerte" y además expone la verdadera identidad de Spider-Man como Peter Parker, lo cual deja a Parker sumamente sorprendido por la revelación de su identidad secreta.
En una escena poscréditos, se revela que los Skrulls, Talos (Ben Mendelsohn) y su esposa Soren (Sharon Blynn), se hicieron pasar por Fury y Hill todo el tiempo, siguiendo las instrucciones del verdadero Fury, quien se encuentra en el espacio comandando una nave espacial de los Skrull.

## Reparto
- Tom Holland como Peter Parker / Spider-Man / Iron Spider:
Un adolescente y Vengador que adquirió habilidades arácnidas tras ser mordido por una araña genéticamente modificada.[6] El director Jon Watts dijo que a diferencia de Spider-Man: Homecoming donde Parker anhela las responsabilidades de un adulto, en Far From Home quiere aferrarse a su juventud, y dijo: «Esta película trata sobre el mundo diciéndole: "Es hora de que madures y crezcas, niño", y él dice: "Pero todavía quiero ser niño e irme de vacaciones"».[7]
- Samuel L. Jackson como Nick Fury:
El exdirector de S.H.I.E.L.D.[8] Watts describe la relación de Fury con Parker como "el nuevo padrastro malo", contrastando su papel con el "tío genial y solidario" de Tony Stark en Homecoming, diciendo: "Fury no se ve a sí mismo en Peter Parker. Fury ve a Peter Parker como un activo que él necesita, quien está demasiado preocupado por un montón de problemas de la escuela secundaria". Watts lanzó originalmente Homecoming usando a Fury como mentor de Parker.[9] Far From Home pone a Fury en una situación en la que no tiene el mismo nivel de control al que está acostumbrado.[10]
- Zendaya como Michelle "MJ" Jones: La compañera de clase e interés amoroso de Parker, cuyo nombre real es Michelle, pero se conoce principalmente como MJ.[11]
- Cobie Smulders como Maria Hill: Una exagente de S.H.I.E.L.D. de alto rango que trabaja en estrecha colaboración con Fury.[8]
- Jon Favreau como Happy Hogan:
El jefe de seguridad de Industrias Stark, y ex-conductor y guardaespaldas de Tony Stark que cuida a Parker, y lo ayuda a lidiar con la pérdida de Stark.[12] Watts señaló que Happy se usaría para explorar la idea de "tratar de encontrar tu lugar en el mundo si el centro de tu mundo se ha ido" dada su estrecha amistad con Stark.[13]
- J. B. Smoove como Julius Dell:
El maestro de Parker y un acompañante en su viaje escolar a Europa. El papel fue escrito para Smoove después de que los escritores y el director disfrutaran de su actuación junto a Holland en un cortometraje comercial de Audi producido para promocionar Homecoming.[14][15]
- Jacob Batalon como Ned Leeds: El mejor amigo de Parker.[16][17][18]
- Martin Starr como el Sr. Harrington: El profesor de decatlón académico de Parker y un acompañante en su viaje escolar a Europa.[19][14]
- Marisa Tomei como May Parker: La tía de Parker que conoce su identidad secreta y quiere que sea más Spider-Man para poder ayudar con causas caritativas.[20][21][14]
- Jake Gyllenhaal como Quentin Beck / Mysterio:
Un ex-empleado de Industrias Stark, estafador y especialista en ilusiones holográficas que se hace pasar por un superhéroe de la Tierra-833 en el Multiverso. Nick Fury lo recluta para ayudar a Spider-Man a detener a los Elementales.[22][13][23] Gyllenhaal compartió ideas con los guionistas Chris McKenna y Erik Sommers sobre la personalidad del personaje. Sommers dijo: "A Gyllenhaal simplemente le gustó la idea de que estaba manipulando el amor de todos por los superhéroes y esa necesidad de héroes. También quería asegurarse de que la mitad delantera de su personaje jugara de la manera más realista posible", en referencia a Mysterio sobre la falsa historia de fondo.[24] Con respecto a la relación de Beck con Parker, Watts dice que "si Tony Stark fuera el mentor de las películas anteriores, pensamos que sería interesante interpretar a Mysterio como un tío genial".[7] Tener a Beck en equipo con Fury y Parker asumir una amenaza global fue "realmente emocionante" para Watts, que quería llevar al personaje al UCM "de una manera que la gente no esperaba".[10]

Tony Revolori y Angourie Rice repiten sus papeles de Homecoming como Eugene "Flash" Thompson, compañero de clase y rival de Parker, y Betty Brant, compañera de clase de Parker y la novia de Ned. Hemky Madera también regresó como el Sr. Delmar, el dueño de una bodega local, aunque sus escenas fueron eliminadas de la película final y rediseñadas para un cortometraje que se incluirá como parte del lanzamiento del Blu-ray de Far From Home.
 Peter Billingsley aparece como William Ginter Riva, repitiendo su papel de Iron Man (2008), como un científico que anteriormente trabajó para Obadiah Stane y que ahora trabaja para Beck. Jeff Bridges y Robert Downey Jr. también aparecen como Stane y Tony Stark mediante el uso de imágenes de archivo de Iron Man y Capitán América: Civil War, respectivamente. Downey, Chris Evans, Scarlett Johansson y Paul Bettany hacen breves apariciones fotográficas como Stark, Steve Rogers, Natasha Romanoff y Vision, respectivamente, al comienzo de la película como parte de un segmento "in memoriam", con imágenes tomadas de películas anteriores del UCM.
Además, Numan Acar interpreta a Dimitri, asociado de Fury,
 y Remy Hii interpreta a Brad Davis, un estudiante popular que Parker ve como una competencia por el afecto de MJ. Zach Barack interpreta a Zach, uno de los nuevos compañeros de clase de Parker, mientras que Oli Hill fue elegido para un papel no revelado que fue eliminado del montaje final.
 El papel de Barack lo convirtió en el primer actor abiertamente transgénero en el UCM. Por problemas de salud, Stan Lee no pudo aparecer en la película haciendo su conocido cameo, por lo que sería la primera película del UCM en no contar con un cameo suyo. J.K. Simmons aparece como J. Jonah Jameson en la escena de los créditos intermedios, una nueva iteración del personaje que había interpretado en la trilogía de Spider-Man de Sam Raimi; marca la primera vez que un personaje del UCM es retratado por el mismo actor quien había retratado previamente una encarnación del personaje que no es del UCM. Ben Mendelsohn y Sharon Blynn interpretan a los Skrulls Talos y Soren, respectivamente, repitiendo sus papeles de Capitana Marvel en la escena posterior a los créditos; ninguno de los dos fueron acreditados. Los Elementales siguen el modelo de los villanos del cómic Spider-Man: Hydro-Man, Molten Man, Sandman y Cyclone y aparecen en la película a través de efectos visuales como ilusiones creadas mediante el uso de drones y proyectores controlados por Mysterio.

## Doblaje
| Intérprete original | Personaje                               | Doblaje en España   | Doblaje en Hispanoamérica |
| ------------------- | --------------------------------------- | ------------------- | ------------------------- |
| Tom Holland         | Peter Parker / Spider-Man / Iron Spider | Mario García        | Alberto Bernal            |
| Samuel L. Jackson   | Nick Fury                               | Miguel Ángel Jenner | Blas García               |
| Jake Gyllenhaal     | Quentin Beck / Mysterio                 | Pablo Sevilla       | Luis Daniel Ramírez       |
| Marisa Tomei        | Tía May Parker                          | Mar Bordallo        | Diana Alonso              |
| Jon Favreau         | Happy Hogan                             | Miguel Marquillas   | Andrés García             |
| Zendaya             | Michelle "MJ" Jones                     | Vera Bosch          | Erika Ugalde              |
| Jacob Batalon       | Ned Leeds                               | Sergio Olmo         | Ricardo Bautista          |
| Tony Revolori       | Eugene "Flash" Thompson                 | Masumi Mutsuda      | Miguel Ángel Leal         |
| Angourie Rice       | Betty Brant                             | Lilian Rodas        | Valentina Souza           |
| Robert Downey Jr.   | Tony Stark / Iron Man                   | Juan Antonio Bernal | Idzi Dutkiewicz           |
| Jeff Bridges        | Obadiah Stane                           | Salvador Vives      | José Luis Orozco          |
| Martin Starr        | Sr. Harrington                          | Gonzalo Abril       | Christian Strempler       |
| Peter Billingsley   | William Ginter Riva                     | Alberto Mieza       | Pedro D'Aguillón Jr.      |
| J.B. Smoove         | Julius Dell                             | Gonzalo Durán       | Ricardo Mendoza           |
| Cobie Smulders      | Maria Hill                              | Cristina Mauri      | Marisol Romero            |
| Numan Acar          | Dimitri Smerdyakov                      | Yuri Mykhaylychenko | Erick Selim               |
| J.K. Simmons        | J. Jonah Jameson                        | Jordi Varela        | Humberto Solórzano        |

## Producción

### Desarrollo
En junio de 2016, el presidente de Sony Pictures, Tom Rothman, declaró que Sony y Marvel Studios se comprometieron a hacer futuras películas de Spider-Man después de Spider-Man: Homecoming (2017).
 Al mes siguiente, el presidente de Marvel Studios, Kevin Feige, dijo que si se hicieran películas adicionales, la compañía tuvo una idea temprana de seguir el modelo de la serie de películas de Harry Potter y que la trama de cada película cubriera un nuevo año escolar una segunda película destinada a tener lugar durante el tercer año de secundaria de Parker. En octubre de 2016, las discusiones habían comenzado para una segunda película, incluido qué villano aparecería, según el actor de Spider-Man Tom Holland, quien firmó para tres películas de Spider-Man, incluida Homecoming. En diciembre, después del lanzamiento exitoso del primer avance de Homecoming, Sony programó una secuela de la película para el 5 de julio de 2019. La insistencia de Sony de que la secuela se estrenara en 2019 complicaba la preferencia de Marvel por el secreto con respecto a sus planes para Spider-Man, ya que el personaje moriría al final de Avengers: Infinity War, y no resucitaría antes de Avengers: Endgame en abril de 2019.
Sony reveló en junio de 2017 para tener el uso de otro personaje controlado por Marvel Studios para la película, como lo hizo con Iron Man en Homecoming. Feige declaró que Marvel y Sony estaban "empezando a solidificar nuestros planes" para la película, y sintió las apariciones de Spider-Man en Avengers: Infinity War y Avengers: Endgame "lo lanzaría a un universo cinematográfico muy nuevo en ese momento", similar a cómo Capitán América: Civil War "informó todo en Homecoming". Marvel y Sony estaban ansiosos porque el director de Homecoming, Jon Watts, regresara para la secuela, y Feige dijo "esa es la intención segura". Watts también señaló que firmó para dos películas. Además, Feige mencionó que la película se titularía de manera similar a Homecoming, usando un subtítulo, y no incluiría "2" en el título. También afirmó que se esperaba que la filmación comenzara en abril o mayo de 2018. Al igual que con Homecoming, Feige declaró que el villano de la película sería uno que aún no se había visto en la película. Para julio de 2017, Watts estaba en negociaciones con los estudios para regresar para la secuela, y Marisa Tomei expresó interés en retomar su papel de Tía May de la película anterior.
Pascal dijo que la película comenzaría "unos minutos" después de la conclusión de Avengers: Endgame. No se indica una cantidad específica de tiempo en la película, pero Watts sintió que era "casi inmediatamente" después de Endgame. Ante esto, Watts sintió que esto representaba "un 'divertido desafío creativo" para el equipo de Far From Home, permitiéndoles lidiar con muchas de las preguntas sin respuesta de Endgame. Watts agregó que buscaban "hacer una película que esté en ese mundo y que trate con esas historias pero que también sea [una] película divertida de Spider-Man". Por ejemplo, Ned, MJ y Flash se convirtieron en polvo durante los eventos de Avengers: Infinity War junto con Parker, mientras que algunos de sus compañeros de clase no eran y ahora son cinco años mayores. Watts comparó esta dinámica con la película Flight of the Navigator (1986), y calificó la situación como "realmente extraña ... pero ... también es algo con lo que puede divertirse mucho".

### Preproducción
A finales de agosto de 2017, cuando la película entraba en preproducción, Chris McKenna y Erik Sommers, dos de los escritores de Homecoming, estaban en negociaciones finales para regresar para la secuela. A principios de octubre de 2017, Jacob Batalon confirmó que volvería a interpretar su papel de Ned en la película. En diciembre de 2017, Feige confirmó que Watts regresaba para dirigir la secuela. Para febrero de 2018, Zendaya estaba programada para regresar para la película, repitiendo su papel de Michelle "MJ" Jones. A fines de abril, la filmación estaba programada para comenzar a principios de julio de 2018, y Feige dijo que la filmación ocurriría en Londres, en lugar de Atlanta como en la primera película. Feige explicó que una de las razones detrás de esto fue porque la mayoría de la película se gastaría en todo el mundo, fuera de la ciudad de Nueva York.
Un mes después, Jake Gyllenhaal entró en negociaciones para interpretar a Mysterio, mientras que se confirmó que Tomei y Michael Keaton repetían sus respectivos papeles de la Tía May y Adrian Toomes / Buitre; McKenna y Sommers también fueron confirmados como los guionistas de la película. Watts luego declararía que Keaton y Laura Harrier no aparecerían en la película. A finales de junio de 2018, Holland reveló que el título de la película era Spider-Man: Far From Home, y se confirmó el reparto de Gyllenhaal. Feige explicó que decidieron revelar el título de esta manera debido a la posibilidad de que el título se filtre después de que comenzara la filmación. Comparó el título con Spider-Man: Homecoming en que está "lleno de significado alternativo" mientras continúa el uso de "Home", y explicó que la película se centra en Parker y sus amigos que van a Europa en vacaciones de verano, lejos de su casa de Nueva York.

### Rodaje

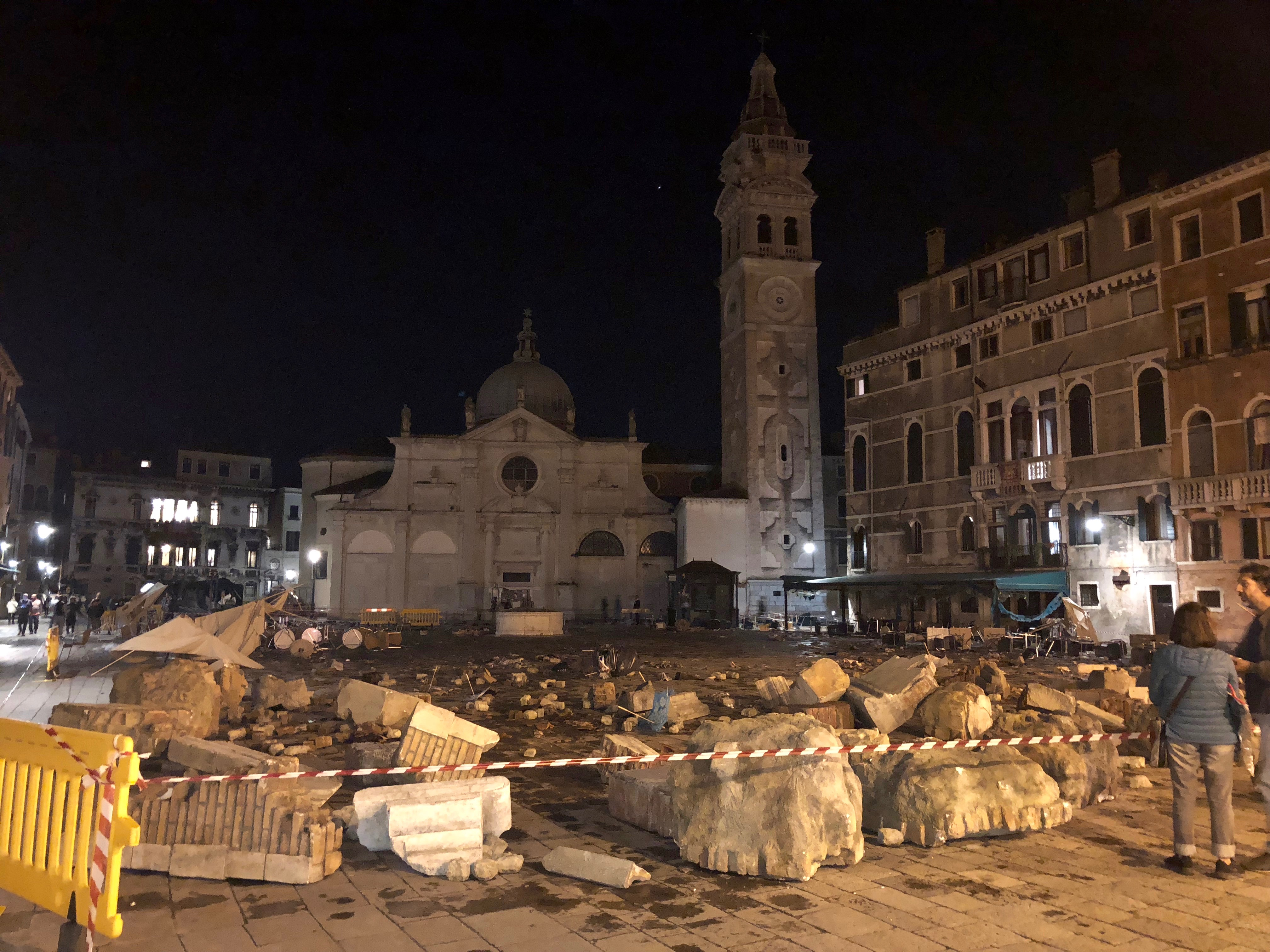
El set de la película en Venecia, Italia

El rodaje comenzó en el lugar en Hertfordshire, Inglaterra, el 2 de julio de 2018, bajo el título de trabajo Fall of George, con Matthew J. Lloyd como director de fotografía. Tuvo lugar en Londres, con lugares de rodaje como East London, y en el aeropuerto de Londres Stansted. El trabajo de estudio ocurrió en los estudios de Leavesden, cerca de Watford, Inglaterra, donde se creó una recreación de Venecia en uno de los backlots del estudio. Poco después del comienzo de la filmación, las fotos del set revelaron que Hemky Madera volvería a interpretar su papel del Señor Delmar, el dueño de una bodega local, y J.B. Smoove y Numan Acar se unieron al elenco.
A principios de agosto, se confirmó que Samuel L. Jackson y Cobie Smulders aparecerían en la película, repitiendo sus respectivos papeles de Nick Fury y Maria Hill de películas anteriores del UCM, y Remy Hii se unieron al elenco más adelante en el mes.
 La filmación tuvo lugar en Praga y Liberec en la República Checa en septiembre y se trasladó a Venecia a finales de mes. La filmación se trasladó a la ciudad de Nueva York y Newark, Nueva Jersey en octubre, donde utilizó el título de trabajo Bosco. Las ubicaciones incluyeron áreas alrededor del Madison Square Garden y Penn Station,
 y el Aeropuerto Internacional Newark Liberty. La grabación finalizó el 16 de octubre de 2018.

### Posproducción
A finales de octubre de 2018, Sony Pictures llegó a un nuevo acuerdo de películas múltiples con IMAX Corporation para estrenar sus películas en IMAX, incluida Far From Home. En el panel CCXP Brasil de Sony en diciembre de 2018, se reveló que Los Elementales aparecerían en la película. Cada uno de Los Elementales está inspirado en otros villanos de Spider-Man, como el agua de Hydro-Man y el fuego de Molten Man, pero no se les llama así. Se confirmó que Martin Starr repitiría su papel como el Sr. Harrington de Homecoming, el mes siguiente. En abril de 2019, Sony trasladó la fecha de estreno de la película hasta el 2 de julio de 2019. Además, mientras promocionaba Avengers: Endgame en un evento para fanáticos en Shanghái, Feige dijo que Far From Home serviría como la película final de la Fase Tres del UCM; anteriormente se creía que Far From Home comenzaría la Fase Cuatro después de que Endgame concluyera la Fase Tres.
 También en abril, Jackson volvió a hacer nuevos rodajes para la película. La postproducción finalizó en junio de 2019.
Los efectos visuales son proporcionados por Framestore, Industrial Light & Magic, Image Engine, Sony Pictures Imageworks, Luma Pictures, Rising Sun Pictures, Scanline VFX, Territory Studio y Method Studios.

## Música
Se confirmó que el compositor de Spider-Man: Homecoming, Michael Giacchino, volvería para Far From Home en octubre de 2018. "I Will Always Love You" de Whitney Houston se reproduce durante el logo de apertura de Marvel Studios como parte de la escena de apertura de la película. El álbum de la banda sonora fue lanzado por Sony Classical, el 28 de junio de 2019.

## Marketing
Debido a que Parker murió al final de Avengers: Infinity War y no resucitó hasta Endgame,
 Germain Lussier de io9 señaló en mayo de 2018 que Sony tendría que comenzar a comercializar esta película solo dos meses antes de su estreno o estropear el hecho de que Parker resucita para audiencias generales que pueden no darse cuenta de que esto sucedería en Endgame. Lussier sugirió que se adoptara el último enfoque, mientras que un representante de Sony dijo que el estudio estaría trabajando con Marvel para "descubrir la estrategia de Spider-Man". Holland y Gyllenhall estrenaron el primer tráiler de Far From Home en el panel CCXP Brasil de Sony, el 8 de diciembre de 2018. El metraje no reconoce los eventos de Infinity War o Endgame, con Steven Weintraub de Collider describiéndolo como una continuación de "The Spider- El universo del hombre" solamente. Holland estrenó el tráiler públicamente en su cuenta de Instagram el 15 de enero de 2019. También se lanzó una "versión internacional" ligeramente diferente.
 Varios medios de comunicación comentaron la aparición de Parker en el tráiler después de los eventos de Infinity War,
 con Zack Straf de IndieWire señalando que si bien el tráiler revela el regreso de Parker, no explica cómo.
Adam Chitwood de Collider describió el tráiler como "lindo y divertido" al igual que Homecoming, y aprobó la historia de las vacaciones, la incorporación de Fury y la breve aparición de Mysterio. Pensó que la película parecía "un poquito menos especial" en comparación con la aclamada película animada Spider-Man: Into the Spider-Verse. Se lanzó un póster teaser con el tráiler que muestra la máscara de Spider-Man cubierta con pegatinas de viaje. Chitwood dijo que el póster era "realmente divertido, apoyándose en todo el ambiente de las "vacaciones de verano", mientras que potencialmente insinuaba las ubicaciones de la película con las calcomanías. Graeme McMillian, de The Hollywood Reporter, sintió que el tráiler presentaba la amenaza de los Elementales para que el público se "desanime" de que Mysterio sea el villano.
 El colega de McMillian, Richard Newby, sintió que "la conclusión principal del tráiler es que Spider-Man: Far From Home combina hábilmente elementos de la vieja y nueva escuela del mito de Spider-Man, para un resultado que se siente sorprendentemente fresco". Newby también estaba entusiasmado con la inclusión de Fury.
 El colaborador principal de Forbes, Scott Mendelson, sintió que el avance mostraba "la absoluta confianza" de Sony en sus películas de Spider-Man, especialmente después de los éxitos de Homecoming, Venom (2018) e Into the Spider-Verse.
 El avance recibió 130 millones de visitas en 24 horas, superando a Homecoming (116 millones de visitas) como el avance más visto de Sony Pictures en ese período de tiempo.
El 6 de mayo de 2019, se lanzó un segundo tráiler de la película. El tráiler presentó una introducción de los espectadores de Holanda que advierte que incluye spoilers de Avengers: Endgame. Watts, que conocía las tramas de Infinity War y Endgame, y trabajó con los hermanos Russo en las apariciones de Spider-Man en esas películas, se sintió aliviado de que el lanzamiento del tráiler le permitiera hablar más abiertamente sobre Far From Home. El segundo avance fue visto 135 millones de veces en 24 horas, superando al primer avance de Far From Home como el avance de Sony Pictures más visto en ese período de tiempo. Comenzando el fin de semana después del lanzamiento del tráiler, las proyecciones de Endgame comenzaron con un mensaje de Holland que le decía al público que se quedara hasta el final de los créditos, con el tráiler reproducido al final de la película. Marvel agregó previamente un tráiler de The Avengers (2012) al final de Capitán América: el primer vengador (2011). United Airlines sirvió como socio promocional en la película, con uno de sus aviones Boeing 777 y varios empleados de United apareciendo en la película. Como se hizo con las películas anteriores del UCM, Audi también patrocinó la película, promocionando varios vehículos como el SUV e-tron, mientras que algunos de sus otros vehículos aparecen en la película. Al asociarse con varias otras compañías, incluidas Dr. Pepper, Papa John's Pizza y Burger King, la película tuvo un valor de marketing promocional total de $288 millones, la más grande para una película de la historia.
Antes del lanzamiento de los medios en casa de la película, en septiembre de 2019, Sony lanzó un tráiler de "Night Monkey", con imágenes de la película de Spider-Man en su alter ego jokey del mismo nombre. Lussier dijo que el tráiler era inteligente, y "en términos de reutilizar imágenes antiguas de formas divertidas y divertidas, tienes que darle a Sony una propina para esto".
 Más adelante en el mes, Sony creó una versión real del sitio web ficticio TheDailyBugle.net como parte de una campaña de marketing viral para promover el lanzamiento en casa de la película. Inspirado en sitios web del mundo real "empujando la conspiración" como el de Alex Jones, el sitio web presenta a Simmons repitiendo su papel de Jameson en un video donde habla en contra de Spider-Man y en apoyo de Mysterio, antes de agregar "Gracias por mirar. ¡No se olvide de dar me gusta y suscribirse!" El sitio web incluye testimonios de presuntas víctimas de "El Blip", incluido uno que se queja de que desaparecieron en una situación peligrosa y que resultaron gravemente heridos cuando reaparecieron. Esto contradice una declaración de Feige que dice que cualquiera en esa situación habría reaparecido de manera segura. Varios días después de que se señaló esto, el sitio web se actualizó para decir que esta historia fue falsificada por un reclamo de seguro.

## Estreno

### En cines
Spider-Man: Far From Home tuvo su estreno mundial en Hollywood el 26 de junio de 2019. La película fue estrenada el 28 de junio de 2019 en China y Japón y en los Estados Unidos, el 2 de julio de 2019 en 3D e IMAX. Originalmente estaba programado para ser estrenada el 5 de julio.
La película fue reestrenada el fin de semana del Día del Trabajo con cuatro minutos de imágenes adicionales.

### Versión casera
Spider-Man: Far From Home fue lanzada por Sony Pictures Home Entertainment en formato digital el 17 de septiembre de 2019, y fue lanzada en Blu-ray, y DVD Ultra HD el 1 de octubre. Un cortometraje titulado Peter's To-Do List que muestra a Parker recuperando varios artículos para su viaje, que fue cortado del estreno en cines, está destinado a aparecer en los medios caseros de la película.

## Recepción

### Taquilla
A partir del 6 de octubre de 2019, Spider-Man: Far From Home ha recaudado $390.4 millones en los Estados Unidos y Canadá, y $740.9 millones en otros territorios, para un total mundial de $1159 mil millones. El 18 de agosto de 2019, la película superó a Skyfall (2012) para convertirse en la película más taquillera de Sony Pictures en todo el mundo. Tres semanas antes de su estrenO nacional, el seguimiento oficial de la industria hizo que la película recaudara alrededor de $170 millones en su marco de apertura de seis días. Algunos hicieron que la película alcanzara los $200 millones, mientras que otros alcanzaron los conservadores $165 millones; Sony predijo un debut de $154 millones. En la semana del estreno, las estimaciones de la industria disminuyeron a $140 millones, y el estudio esperaba $120 millones, debido al bajo rendimiento reciente de otras secuelas. Estranada en 4634 teatros (segundo de todos los tiempos detrás de Avengers: Endgame), Far From Home logró un récord de apertura de los martes de $39.3 millones, incluyendo un estimado de $2.8-3 millones de vistas previas a la medianoche en aproximadamente 1000 teatros. Luego ganó $27 millones en su segundo día, el mejor miércoles bruto para una película del UCM, y $25.1 millones el 4 de julio, el segundo total más alto para las vacaciones detrás de Transformers ($29 millones en 2007). En su primer fin de semana, la película ganó $92.6 millones, y un total de $185.1 millones durante el marco de seis días, superando los $180 millones hechos por Spider-Man 2 durante su estreno de cuatro días el 4 de julio de 2004. En su segundo fin de semana, la película ganó $45.3 millones, nuevamente superando la taquilla con una disminución del 51% desde la primera semana; menor que la caída del 62% de Homecoming en su segundo fin de semana de taquilla. Far From Home recaudó más de $21 millones en su tercer fin de semana, pero fue destronado por el recién llegado El Rey León.
Se estima que Far From Home recaudó alrededor de $350 millones en todo el mundo al final de su primera semana de estreno, y alrededor de $500 millones en sus primeros 10 días. En China y Japón, donde se estrenó una semana antes de su debut en Estados Unidos, se esperaba que la película recaudara alrededor de $90 millones combinados en su primer fin de semana. En China, donde las entradas de preventa fueron inferiores a las de Homecoming, la película ganó $35.5 millones en su primer día, incluidos $3.4 millones de anticipos de medianoche (el cuarto mejor de todos los tiempos para una película de superhéroes en el país). Terminó con un rendimiento ligeramente superior, debutando a $111 millones, incluidos $98 millones en China, la cuarta mejor apertura de superhéroes en el país. Far From Home terminó recaudando $580.1 millones en todo el mundo durante sus primeros 10 días de estreno, incluidos $238 millones de territorios internacionales en su primer fin de semana. En China, la película tuvo un total de 10 días de $167.4 millones, y sus otros debuts más importantes fueron Corea del Sur ($33.8 millones), el Reino Unido ($17.8 millones), México ($13.9 millones) y Australia ($11.9 millones).

### Crítica
En el sitio web de reseñas Rotten Tomatoes, la película tiene un índice de aprobación del 90% según 441 reseñas, con una calificación promedio de 7.4/10. El consenso de los críticos del sitio web dice: "Spider-Man: Lejos de casa, es una mezcla alegremente impredecible de romance adolescente y acción, prepara el escenario con estilo para la próxima era del MCU". Metacritic, que usa un promedio ponderado, asignó a la película una puntuación de 69 sobre 100 según las reseñas de 55 críticos, lo que indica "reseñas generalmente favorables". Las encuestas de CinemaScore le dieron a la película una calificación promedio de "A" en una escala de A + a F, mientras que PostTrak le dieron una puntuación positiva general del 90% y una "recomendación definitiva" del 76%.
Owen Gleiberman de Variety elogió la actuación de Holland y escribió: "Al final, este Spider-Man realmente encuentra su cosquilleo, pero viene después de Into the Spider-Verse, con sus imágenes psicodélicas y juegos de identidad". Richard Roeper del Chicago Sun-Times, le dio a la película 3 de 4 estrellas, calificándola de "picante, dulce y satisfactoria" y elogió las actuaciones del elenco. Bernard Boo de PopMatters elogió la película y comentó: "Spider-Man:Far From Home es técnicamente la película final en la Fase [Tres] del UCM, y es difícil pensar en una mejor manera de enviar la serie más exitosa de una de las franquicias más taquilleras de la historia. Alonso Duralde de TheWrap dijo que la película se siente como "una encantadora comedia de viaje por carretera para adolescentes que ocasionalmente se convierte en una película de superhéroes", lo que dijo que era un cumplido. Destacó al elenco, incluida la química entre Holland, Zendaya y Batalon, y dijo que Gyllenhaal "clava la seriedad de su personaje, pero también claramente disfruta de unos momentos que le permiten canalizar cada suspiro exasperado".
Al escribir para IndieWire, David Ehrlich le dio a la película una calificación de "C" y, a pesar de felicitar al elenco, calificó la película como "un poco aventurero". Criticó el desarrollo del personaje de Spider-Man, sintiendo que no cambia a lo largo de la película más allá de tener más confianza. Describió la acción como "plástica" y sintió que la película no prestó suficiente atención a sus elementos adolescentes. Ehrlich dijo que podría ser suficiente para satisfacer a los fanáticos, pero lo calificó como un "fracaso en comparación con el notable arte de Into the Spider-Verse o en Spider-Man 2 de Sam Raimi.

## Secuela
En septiembre de 2019, Marvel Studios y Sony Pictures anunciaron que iban a producir una tercera película, luego de un punto muerto entre las dos compañías durante las negociaciones. Watts volvió a dirigir, a partir de un guion de McKenna y Sommers. Holland, Zendaya, Favreau, Tomei, Batalon, y Revolori repiten sus papeles, mientras que Benedict Cumberbatch y Benedict Wong repiten sus papeles del UCM como Doctor Strange y Wong. Los actores que regresan de películas anteriores de Spider-Man incluyen a Tobey Maguire y Andrew Garfield que regresan como sus versiones de Spider-Man de la trilogía Spider-Man de Sam Raimi y las películas The Amazing Spider-Man de Marc Webb, respectivamente, junto a Willem Dafoe como Norman Osborn / Duende Verde, Alfred Molina como Otto Octavius / Doctor Octopus y Thomas Haden Church como Flint Marko / Hombre de Arena de la trilogía Spider-Man de Sam Raimi, así como Jamie Foxx como Max Dillon / Electro y Rhys Ifans como Curt Connors / Lagarto las películas The Amazing Spider-Man de Webb. Spider-Man: No Way Home se estrenó el 17 de diciembre de 2021.